# CD4
CD4 (označevalec pripadnosti 4) je glikoprotein, ki ga na svoji površini izražajo celice pomagalke, monociti, makrofagi in dendritične celice. Odkrili so ga konec 70-ih let dvajsetega stoletja in so ga sprva poimenovali leu-3 in T4, ime CD4 pa je bilo določeno leta 1984. Pri ljudeh nosi zapis za beljakovino CD4 gen CD4.

## Zgradba
Kot številni drugi površinski celični receptorji/označevalci sodi tudi CD4 v naddružino imunoglobulinov.
Sestoji iz štirih imunoglobulinskih domen (od D1 do D4), ki se nahajajo na zunajcelični površini celic:
- domeni D1 in D3 sta podobni variabilnim imunoglobulinskim (IgV) domenam
- domeni D2 and D4 sta podobni konstantnim imunoglobulinskim (IgC) domenam

CD4 uporablja domeno D1 za interakcijo z domeno β2 molekul PHK vrste II. Limfociti T, ki na površini izkazujejo CD4, ne pa tudi CD8, so specifični za PHK II, ne pa tudi za PHK I.

## Vloga
CD4 je koreceptor receptorja limfocitov T; skupaj prepoznavata molekule PHK (poglavitnega histokompatibilnega kompleksa) razreda II na površini drugih celic. Pri tem se CD4 z zunanjim delom veže na določeno mesto molekule PHK II, ki je oddaljeno od vezavnega mesta za receptor limfocitov T. Citoplazemski del CD4 interagira s kislo beljakovino ACP33, ki navzdol uravnava aktivnost CD4. Kaže, da ima CD4 pomembno vlogo v začetni stopnji prepoznavanja PHK II.

### Vloga pri okužbi z virusom HIV
CD4 se veže na beljakovini gp120 in P4HB/PDI virusa HIV in predstavlja sestavni del kompleksa P4HB/PDI-CD4-CXCR4-gp120.
CD4 interagira z virusovima beljakovinama gp160 in Vpu. Proizvodnja CD4 se zaradi delovanja virusovih beljakovin Nef in gp160 zavre.
Vendar za virus HIV CD4 ne zadošča, da bi lahko okužil limfocit T; potreben je še eden od dveh kemokinskih receptorjev, CCR5 ali CXCR4.